# U3
U3 — стандарт форматирования флеш-дисков USB, продвигавшийся с 2004 года одноимённым совместным предприятием компаний M-Systems и SanDisk и поддержанный Mozilla Foundation.
Флеш-накопитель, соответствующий стандарту, делился на два раздела, один из которых (меньший по объёму) представляется операционной системе как CD-ROM, а другой — как обыкновенный флеш-диск USB. По некоторым данным существует альтернативный способ использования[какой?] данного устройства.
На первом разделе размещается небольшая программа Launchpad, которая автоматически запускается операционной системой, если разрешена функция автозапуска дисков. После запуска пользователю открывается список так называемых переносимых программ, которые можно запустить со второго (большего по объёму) раздела флеш-накопителя.
Переносимые приложения представляют собой версии программ, способные работать с файлами или реестром Windows, и не оставляющие следов на компьютере по завершении работы. Результаты работы и персональные настройки переносимой программы могут сохраняться во втором разделе флеш-накопителя или в Интернете.
Название U3 по произношению близко к «you [are] free» (ты свободен), что отражает основную концепцию устройства.

## U3 и терминальные серверы
В отличие от обычного стандарта флеш-дисков, U3 не полностью совместим с программами терминального доступа (mstsc, rdesktop, citrix ICA), так как виртуальный CD-ROM недоступен во время удалённого подключения.